# Platytroctidae
Platytroctidae (Glaskopvissen) zijn een familie van straalvinnige vissen uit de orde van Spieringachtigen (Osmeriformes).

## Geslachten
- Barbantus A. E. Parr, 1951
- Holtbyrnia A. E. Parr, 1937
- Matsuichthys Sazonov, 1992
- Maulisia A. E. Parr, 1960
- Mentodus A. E. Parr, 1951
- Mirorictus A. E. Parr, 1947
- Normichthys A. E. Parr, 1951
- Pectinantus Sazonov, 1986
- Persparsia A. E. Parr, 1951
- Platytroctes Günther, 1878
- Sagamichthys A. E. Parr, 1953
- Searsia A. E. Parr, 1937
- Searsioides Sazonov, 1977